# 543 (tal)
543 är det naturliga heltal som följer 542 och följs av 544.

## Matematiska egenskaper
- 543 är ett udda tal.
- 543 är ett sammansatt tal.
- 543 är ett semiprimtal[1].

## Inom vetenskapen
- 543 Charlotte, en asteroid.